# 花梗仙影海葵
花梗仙影海葵（学名：Cereus pedunculatus）为绿海葵科仙影海葵属的动物。分布于大西洋沿海、太平洋沿海、地中海以及沿海等。